# Konrad Barde
Pour les articles homonymes, voir Barde.
Konrad Barde (13 novembre 1897 à Alt-Rosenberg, arrondissement de Rosenberg-en-Haute-Silésie - 4 mai 1945 à Traunstein) est un Generalmajor allemand qui a servi au sein de la Heer dans la Wehrmacht pendant la Seconde Guerre mondiale.
Il a été récipiendaire de la croix de chevalier de la croix de fer. 

## Biographie
Pendant la Première Guerre mondiale, Barde s'engage comme volontaire le 15 novembre 1916 dans le 6e régiment d'artillerie de campagne de l'armée prussienne et participe aux batailles de la Somme et de Verdun. 
Konrad Barde se suicide le 4 mai 1945 à Traunstein.

## Décorations
- Croix de fer (1914)
  - 2e classe
  - 1re classe
- Croix d'honneur
- Médaille des Sudètes avec barrette du château de Prague
- Agrafe de la Croix de fer (1939)
  - 2e Classe
  - 1re Classe
- Médaille du Front de l'Est
- Croix allemande en or (26 décembre 1941)
- Croix de chevalier de la croix de fer
  - Croix de chevalier le 5 janvier 1943 en tant que Oberst et commandant du Artillerie-Regiment 104[1]